# James Napier
James Napier, född 24 mars 1982 i Wellington, Nya Zeeland, är en nyzeeländsk skådespelare som är mest känd för rollen som Jay i TV-serien The Tribe. Han spelar även gitarr och sjunger i bandet The Pistol Whips.

## Filmografi
- Power Rangers
- Being Eve
- Mercy Peak
- Shortland Street
- The Tribe